# Alutaguse
La parroquia de Alutaguse (estonio: Alutaguse vald) es un municipio estonio perteneciente al condado de Ida-Viru.
El municipio fue creado en 2017 mediante la fusión de las antiguas parroquias de Alajõe, Iisaku, Illuka, Mäetaguse y Tudulinna. En el momento de su creación tenía 5040 habitantes en una extensión de 1465 km², con una densidad de población de tan solo 3 hab./km², lo que lo convierte en el municipio menos poblado del país. La capital municipal es el pueblo de Iisaku.
Se ubica sobre la costa septentrional del lago Peipus y abarca la mitad meridional del condado de Ida-Viru. Por el este es fronterizo con Rusia en la ribera del río Narva. La principal carretera que pasa por el municipio es la E264, que une Jõhvi con Riga.

## Localidades
Comprende 3 pueblos (alevik) y 72 aldeas (küla):

### Pueblos
- Iisaku (la capital) 761
- Mäetaguse 555
- Tudulinna 220

### Aldeas
- Agusalu 12
- Alajõe 117
- Alliku 34
- Apandiku 25
- Aruküla 19
- Arvila 16
- Atsalama 79
- Edivere 28
- Ereda 45
- Illuka 79
- Imatu 2
- Jaama 30
- Jõetaguse 27
- Jõuga 49
- Kaatermu 4
- Kaidma 20
- Kalina 67
- Kamarna 4
- Karjamaa 31
- Karoli 3
- Kasevälja 34
- Katase 49
- Kauksi 42
- Kellassaare 17
- Kiikla 239
- Kivinõmme 12
- Koldamäe 5
- Konsu 24
- Kuningaküla 22
- Kuremäe 273
- Kurtna 163
- Kuru 42
- Lemmaku 28
- Liivakünka 15
- Lipniku 12
- Lõpe 6
- Mäetaguse 41
- Metsküla 13
- Ohakvere 19
- Ongassaare 6
- Oonurme 70
- Pagari 113
- Peressaare 3
- Permisküla 15
- Pikati 28
- Pootsiku 14
- Puhatu 16
- Rajaküla 39
- Rannapungerja 29
- Ratva 19
- Rausvere 36
- Remniku 44
- Roostoja 32
- Sahargu 23
- Sälliku 24
- Smolnitsa 3
- Sõrumäe 12
- Tagajõe 12
- Taga-Roostoja 7
- Tammetaguse 23
- Tarakuse 11
- Tärivere 42
- Uhe 32
- Uusküla 36
- Väike-Pungerja 37
- Vaikla 49
- Varesmetsa 24
- Vasavere 102
- Vasknarva 40
- Võhma 2
- Võide 4
- Võrnu 54